# Itamar Borochov

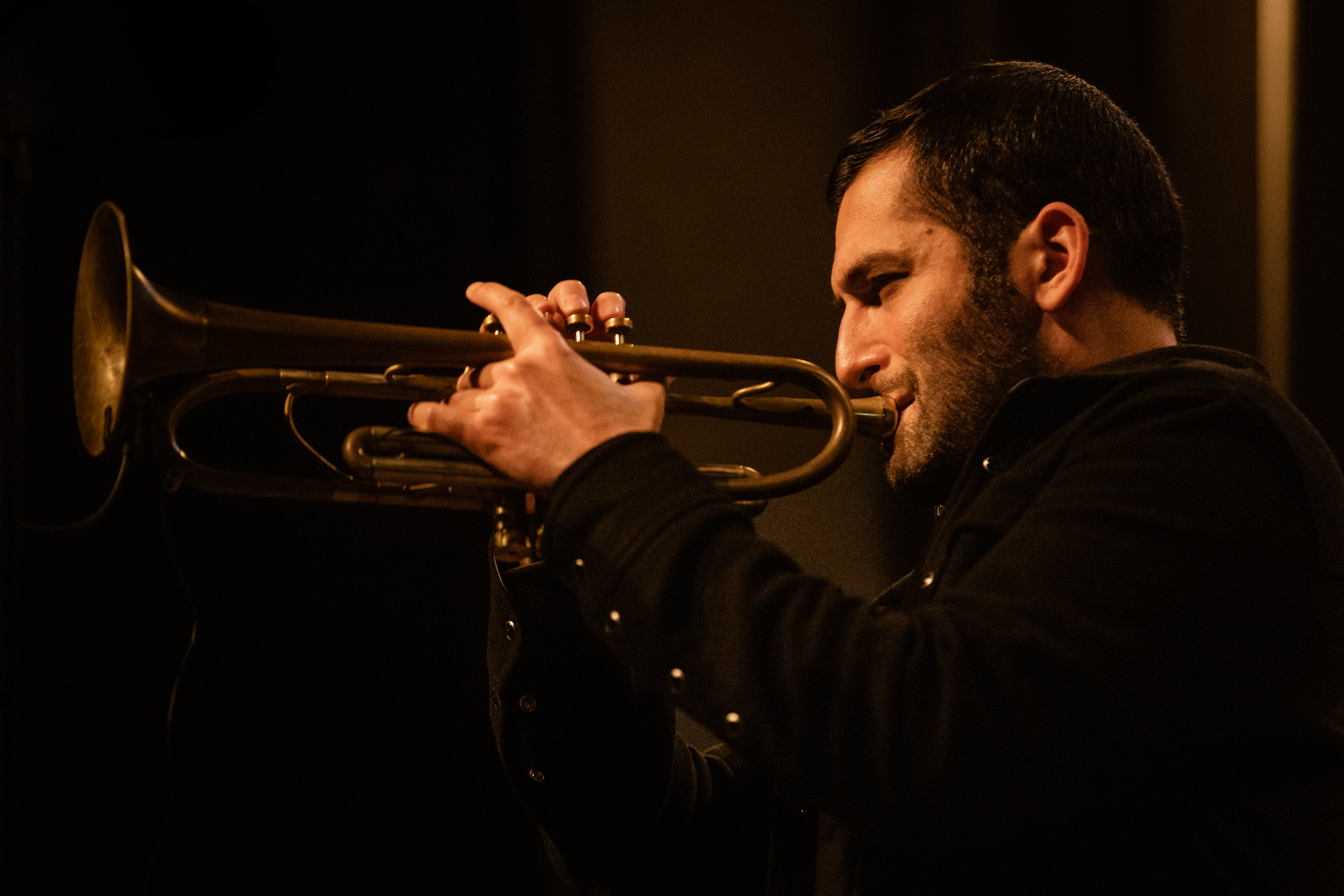
Itamar Borochov (2023)
Bild: Tore Sætre

Itamar Borochov (* 1984) ist ein israelischer Jazzmusiker (Trompete, Komposition).

## Wirken
Borochov, der aus einer bucharischen Familie stammt, wuchs in Jaffa auf und arbeitete mit dem jüdisch-marokkanischen Liturgiker Rabbi Haim Louk. Er verfasste Kompositionen für das New Jerusalem Orchestra und nahm mit dem israelischen Rockmusiker Dudu Tassa auf.
2006 zog Borochov nach New York, wo er mit Curtis Fuller, Cándido Camero, Arnie Lawrence und Bobby Sanabria sowie Aaron Goldberg, Greg Tardy und Omer Avital arbeitete. Zudem gehörte er als Trompeter und Arrangeur zur Weltmusik-Band Yemen Blues. Mit seinem Vater, dem Multiinstrumentalisten Yisrael Borochov, und seinem Bruder, dem Bassisten Avri Borochov, interpretierte er als Borochov Dynasty jüdisch-bucharische Lieder.
Mit seinem Quartett, in dem sein Bruder Avri Bass spielt, veröffentlichte er zwei Alben: Das Debütalbum Outset (2014) wurde in die „New York City Jazz Record’s Best of 2014 List“ aufgenommen. Sein zweites Album Boomerang (2016) wurde im Jazz Magazine als „Offenbarung“ gepriesen und erreichte Platz 5 der iTunes Jazz Charts. Dort habe Borochov „die westliche und nahöstliche Klangwelt verschmelzend seinen höchst eigenen Stil im Jazz gefunden.“ 2019 leitete Borochov ein Quartett, dem entweder Dave Kikoski, Alexander Claffy und Daniel Dor oder Rob Clearfield, Cedric Raymond und Jay Sawyer angehörten. 2023 legte er bei Greenleaf Music das Album Arba vor, an dem Rob Clearfield, Rick Rosato und Jay Sawyer beteiligt waren.
Borochov trat international auf und konzertierte etwa beim Roskilde-Festival (Dänemark), dem Ethno Port Festival (Polen) und dem Festival International de Jazz de Montréal. 2021 war er Sieger beim  Letter One Jazz Awards.